# جوني ميتلاند
جوني ميتلاند (بالإنجليزية: Johnnie Maitland)‏ هو لاعب رماية أسترالي، ولد في 3 ديسمبر 1914 في غولبرن في أستراليا، وتوفي في 18 يناير 1988 في Frankston, Victoria ‏ في أستراليا.

## وصلات خارجية
- جوني ميتلاند على موقع أوليمبيديا (الإنجليزية)